# Hōzan Yamamoto
Hōzan Yamamoto (山本 邦山) (6 octobre 1937, Ōtsu, Shiga - 10 février 2014) est un éminent musicien et compositeur traditionnel japonais. Il joue de la flûte shakuhachi.
Il commença l'étude de la musique à 9 ans avec son père puis avec Chozan Nakanishi. En 1958, il participe au « World Folk music Festival » organisé par l'UNESCO et est diplômé du Seiha Music College en 1962.
Il enregistre alors avec le joueur de koto Shinichi Yuize et avec Tony Scott le disque Music for Zen Meditation (en) en 1964. Puis il forme le Shakuhachi Sanbon Kai trio en 1966, avec Reibo Aoki et Katsuya Yokoyama, et il s'ouvre à des collaborations avec Ravi Shankar, Gary Peacock, Karl Berger, Jean-Pierre Rampal et Chris Hinze.
En 1980, il est invité au Festival de Donaueschingen. Parallèlement il enregistre maints autres disques. Il était conférencier à l'université des beaux-arts et de la musique de Tokyo et le chef de la Hozan-kai Shakuhachi Guild. En 2002 il est désigné Trésor national vivant.

## Discographie
- 1964 Music for Zen Meditation
- 1968 Oriental Bossa Sounds a Union of Koto, Shakuhachi and Big Band, (琴, 尺八, ビッグ・バンドによるスタンダード・ボッサ)
- 1970 Hibiki - Contemporary Music for Japanese Traditional Instruments, (響 - 和楽器による現代日本の音楽)
- 1974 Keden, (怪顛)
- 1974 Kyorai, (去来)
- 1975 Bamboo Suite, (竹の組曲)
- 1975 Breath,
- 1977 Ginkai, (銀界)
- 1978 Kangetsu, (寒月)
- 1985 Again and Again, avec Karl Berger
- 1986 Saichi,
- 1986 Hozan Yamamoto vs Four Men,
- 1990 Sankyoku,
- 1996 Mugenkai - Ginkai II, (夢幻界 - 銀界Ⅱ)
- 1996 Works of Hozan Yamamoto, (1 à 5), (山本邦山 作品集)
- 1998 Amigos,
- 1998 Otoño,
- 2000 Fascination of the Shakuhachi, (1 à 5), (尺八の魅力)
- Four Seasons of Bamboo
- An Interplay of Koto, Shakuhachi and Jazz Flute avec Chris Hinze
- The Lakeside Wind
- Mitsudomoe - Live Concert In Europe
- Masters of Zen - Shakuhachi And Organ
- New Hogagku Shakuhachi
- Shakuhachi Primer Record for 5-Lined Staff Notation, (1 à 3)
- Silky Adventure
- Silver World
- Take; Yamamoto Hozan Shakuhachi Sakuhin Shu, (1 à 2)
- Ten-I - 1 & 2 Works by Yamamoto Hozan
- Yamamoto Hozan - Ginkai
- Yamamoto Hozan no Sekai; Kankyu
- Yasuko Nakashima Buson's Touka
- Yuzuriita